# Telmex
TELMEX - Teléfonos de México S.A.B. de C.V. (NYSE: TMX) ist ein mexikanisches Telekommunikationsunternehmen.
Es ist nicht nur in Mexiko, sondern auch in Mittelamerika und Südamerika, insbesondere in Argentinien, Brasilien, Chile, Kolumbien, Peru und Uruguay tätig. Telmex gehört zur Firmengruppe Grupo Carso des mexikanischen Unternehmers Carlos Slim Helú. Das Unternehmen ist im Índice de Precios y Cotizaciones (IPC) an der Bolsa Mexicana de Valores gelistet.

## Geschichte
Das Unternehmen wurde im Jahre 1947 gegründet, als eine Gruppe mexikanischer Investoren die mexikanische Tochter von Ericsson kaufte. Die gleiche Investorengruppe kaufte 1950 die mexikanische Tochter von International Telephone and Telegraph, die zum einzigen Telekommunikationsunternehmen in Mexiko wurde. Im Jahre 1972 wurde Telmex zum Staatsunternehmen. In dieser Zeit wurde wenig in die Infrastruktur investiert. 
Präsident Carlos Salinas de Gortari beschloss im Jahre 1990 die Privatisierung der mexikanischen Staatsunternehmen. Telmex wurde zunächst an eine Investorengruppe aus Carlos Slim Helú, France Télécom, Southwestern Bell Corporation verkauft. Die Regierung reduzierte ihren Anteil seit der Privatisierung im Jahre 1991 kontinuierlich.
Nach der Privatisierung investierte Telmex in moderne Infrastruktur, insbesondere in moderne Glasfaser-Technologie.

## Mobilfunk
Nach dem Mobilfunkboom zu Beginn der 1990er Jahre startete Iusacell in Mexiko. Telecel (Radio Móvil Dipsa) war nur Mobilfunkanbieter. Telcel begann 1995 als zweiter Mobilfunkanbieter in Mexiko.
America Móvil gehörte zur Carso Global Telecom.

## Internet
Telmex baute ab Mitte der 1990er Jahre unter der Marke Telmex Internet Directory Personal Internetzugänge auf und trat als Internetdienstanbieter (ISP) auf. Im Jahre 1996 wurde Prodigy Communications aufgekauft und in Prodigy Internet de Telmex umbenannt. Telmex hatte 2005 über 80 Prozent Marktanteil, insbesondere über Prodigy Infinitum.